# Guerra Greco-Turca (1897)

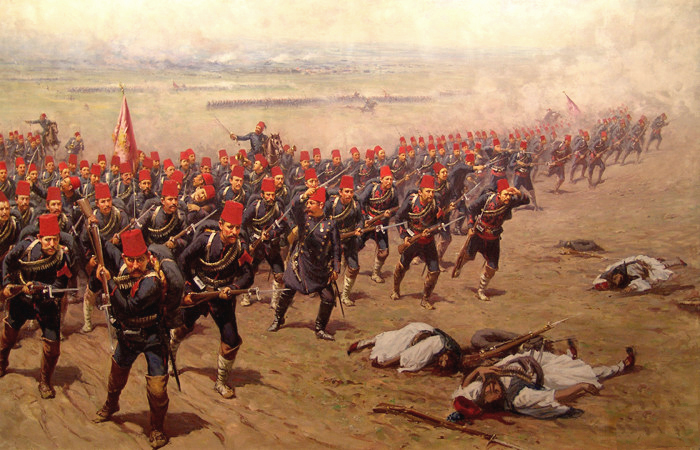
A "Batalha de Domokos" em 1897 durante a Guerra Greco-Turca por Fausto Zonaro.

A Guerra Greco-Turca de 1897, também chamada de Guerra dos Trinta Dias, foi uma guerra travada entre o Reino da Grécia e do Império Otomano. A causa imediata foi a questão sobre o estatuto da província otomana de Creta, cuja maioria grega desejava a união com a Grécia, provocando a Revolta de Creta de 1897-1898. Como resultado da intervenção das grandes potências, depois da guerra, um Estado autónomo cretense sob suserania otomana foi criado no ano seguinte (Estado de Creta), com o príncipe Jorge da Grécia como o primeiro Alto Comissário. Este foi o primeiro esforço de guerra em que o pessoal militar e político da Grécia foi colocado à prova, depois da guerra de independência em 1821.
A guerra tem sua origem na política externa helenista baseada na Megáli idea: a anexação dos territórios tradicionalmente considerados gregos, a Enosis, que estavam principalmente nas mãos dos turcos.